# كاثلين ماغواير
كاثلين ماغواير (بالإنجليزية: Kathleen McGuire)‏ هي منتجة أسطوانات وملحنة أمريكية وأسترالية، ولدت في 22 مايو 1965 في ملبورن في أستراليا.